# Roger Gaignard
Pour les articles homonymes, voir Gaignard.
Roger Gaignard, né le 13 avril 1933 à Paris et mort le 9 août 2024 à Poissy, est un coureur cycliste français. Spécialisé en vitesse sur piste, il a été six fois champion de France entre 1956 et 1965 et troisième du championnat du monde chez les amateurs en 1954 et chez les professionnels en 1957.

## Palmarès

### Championnats du monde
- Cologne 1954
  -  Médaillé de bronze de la vitesse amateurs
- Rocourt 1957
  -  Médaillé de bronze de la vitesse professionnels

### Championnats nationaux
- Champion de France de vitesse professionnels : 1956, 1957, 1958, 1963, 1964, 1965

### Autres compétitions
- 1953
  - Challenge de côte du Cœur-Volant[2],[3]
- 1958
  - Grand Prix de l'UCI
  - Grand Prix de Copenhague
- 1964
  - 3e des Six Jours de Québec